# Lepyrodiclis
Lepyrodiclis es un género de plantas  de la familia de las cariofiláceas. Comprende 10 especies descritas y   de estas, solo 3 aceptadas. Se encuentran en el noroeste de Asia.

## Descripción
Son hierbas anuales o perennes. Hojas lanceoladas o linear-lanceoladas, solo con un nervio central. Flores en cimas compuestas. Sépalos 5, herbáceas. Pétalos 5, enteros o dentados. Estambres 10 o más, en un disco glandular.   Semillas tuberculadas.

## Taxonomía
El género fue descrito por Fenzl ex Endl. y publicado en Genera Plantarum 13: 966. 1840.  La especie tipo es: Lepyrodiclis holosteoides Fenzl ex Fisch. & Mey.

## Especies aceptadas
A continuación se brinda un listado de las especies del género Lepyrodiclis aceptadas hasta octubre de 2013, ordenadas alfabéticamente. Para cada una se indica el nombre binomial seguido del autor, abreviado según las convenciones y usos.
- Lepyrodiclis holosteoides Fenzl ex Fisch. & Mey.
- Lepyrodiclis stellarioides Fisch. & Mey.
- Lepyrodiclis tenera Boiss.